# Jacques de Molay
Jacques de Molay, 23. in poslednji veliki mojster viteškega reda templjarjev, * 1240 ali 1250, Molay, Haute-Saône, grofija Burgundija, † 18. marec 1314, Pariz.

## Življenjepis
Jacques de Molay je vodil red od 20. aprila 1292, vse dokler ga ni razpustil papež Klemen V. leta 1312. Čeprav njegovo življenje ni v celoti poznano, gre za najbolj znanega in slavnega viteza templjarja. Ob bok mu je lahko po poznanosti le ustanovitelj reda in prvi veliki mojster Hughes de Payens (1070-1136). Jacques de Molay si je prizadeval reformirati red in njegovo delovanje prilagoditi novim razmeram v Sveti deželi. Ob vse manjšemu zanimanju evropskih velikašev po novih križarskih pohodih, so se pojavile težnje po razpustitvi reda in delitvi njegovega bogastva, katerega je Templjarski red ohranil in nadgradil s prvo multinacionalno finančno in humanitarno organizacijo na planetu. Kralj Filip IV. Francoski ali Filip Lepi, velik finančni dolžnik do Templjarskega reda, je dal 13.oktobra leta 1307 (po tem dogodku in dnevu je nastal izraz za nesrečni dan črni petek ali petek trinajstega) aretirati de Molaya in 60 njegovih bratov visokih vitezev Templjarjev. Ob prestanih izjemno hudih mučenjih, ki jih je skupaj s celotnim procesom priprave aretacij in izmišljenih obtožb z namenom uničenja Templjarskega reda in prevzema njihovega bogastva, organiziral dominikanski menih, inkvizitor in kraljev spovednik Guillaume de Paris (William of Paris), so bili de Molay in njegovi vitezi prisiljeni izreči vrsto krivih priznanj, katere pa je veliki mojster De Molay pozneje preklical. 

## Smrt in spomin

### Smrt
Kralj Filip IV. ga je dal v strahu, da se novica o preklicu priznanj ne bi razširila in ker je bil seznanjen, da so visoki predstavniki Rimoskokatoliške cerkve izrazili dvom o pravilnosti procesa in pripravljal zahtevo o njegovi obnovitvi, skupaj s Templjarskim perfektom za Normandijo Geoffroi de Charney-em, takoj naslednji dan po preklicu priznanj, dne 18. marca 1314, v naglici organiziranem procesu sežgati na grmadi na otoku reke Sene v Parizu. Na grmadi De Molay po ohranjenih pričevanjih ni pokazal prav nobenega strahu, z zahtevo po božji sodbi, za katero je verjel, da bo z njo smrt in krivica do Templjarjev kaznovana, pa je preklel kralja Filipa IV. in papeža Klemena. Prekletstvo se je še istega leta uresničilo: papež je umrl od nenadne bolezni dober mesec kasneje, kralj pri 46 letih v lovski nesreči čez devet mesecev, inkvizitorja Guillaumeja Humberta pa so še pred kraljevo smrtjo smrtno zabodli z bodalom.

### Spomin
S spornim procesom izvedena ukinitev stoletnega viteškega Templjarskega reda in tragična ter junaška smrt njegovega zadnjega vodje sta povzdignili Jacquesa de Molaya in celoten Templjarski red v eno največjih nesmrtnih legend vseh časov. Med drugimi se na viteze Templjarje pri svojih obredih sklicujejo v bratovščinah Postozidarskih lož, ki se imajo za pravne in moralne naslednike Templjarskega reda, čeprav ne obstaja nobena neposredna povezava in nasledstvo, razen suma, da so bili prav predhodniki prostozidarjev vpleteni v zaroto proti vitezom Templjarjem.
Časovno obdobje avinjonskega papeštva je trajalo od 1309 do 1377; vendar je Klemen V. preživel le pet let od te preselitve, in le nekaj mesecev od sramote, da je ukinil red templjarjev. Kralj Filip Lepi je prav tako umrl istega leta, kot je napovedal De Molay in to isto prekletstvo je zadelo črno dušo kraljevega podpihovalca, Viljema Nogaretskega, človeku, ki je bil glavni krivec za Anagnijevsko klofuto in za sojenje templjarjem.
Trije možje, ki jih združuje ista usoda; umrli so vsi v tistem usodnem letu 1314, ko se je De Molayev poziv spremenil v zloveščo napoved, ki se je takoj uresničila in ustvarila legendo o templjarskem prekletstvu. Kaj se je pa s temi ljudmi stvarno dogajalo?
1. Klemen V. je nenadoma umrl v Roquemaure-Gardu 20. aprila 1314; od tistega tragičnega požara v Parizu je minilo le triintrideset dni; kronike poročajo, da je papež umrl od griže zaradi prebavnih motenj. Nekateri pa pričujejo, da je papež na smrtni postelji imel popačene poteze in črn jezik, kar je očiten znak zastrupitve. Lahko pa, da mu je kdo od njegovih mnogih sovražnikov podtaknil strupa. Bil je simoničen papež, nad katerim so se, zaradi njegove izvolitve, ki si jo je močno želel kralj Ponarejevalec, raztegnile temne sence, da bi končal s svojim nezmernim pohlepom. Pravzaprav si je nabral veliko bogastvo z uporabo sredstev, ki niso vredna Kristusovega namestnika; kot nepotist je na pomembne položaje postavil številne družinske člane, a da si ni mogel pridobiti nikogaršnje naklonjenosti. Ob njegovi smrti, ko je bilo truplo še toplo, so že stekli služabniki in prijatelji, da bi se polastili vsega, kar je papežu ostalo. Eden je spustil sveče na papeževo smrtno posteljo, zaradi česar je bila večina njegovih posmrtnih ostankov zažgana, kot da bi nekako potrdila De Molayjevo zloveščo napoved.
2. Viljem Nogaretski, ki je prvi umrl marca 1313, leto pred grmado. Tri nenadne smrti, tri težke smrti; če izvzamemo Nogareta, ki je umrl pred zadnjimi templjarskimi mojstri, se zdita nenadni izginotji kralja Filipa in papeža Klemena očitno sumljiva. Kar se tiče kralja Ponarejevalca, je umrl zaradi sumljivega naključja 29. novembra 1314, točno v časovnem obdobju, ki ga je napovedal Jacques de Molay. A to še ni bilo vse. Kraljeve potomce je z žalostno točnostjo prizadela cela vrsta nesreč
3. Filip Lepi (bolje bi bilo reči Ponarejevalec, Lažnivec) je prav tako nenadoma umrl v Fontainebleauu 29. novembra 1314  zaradi posledic padca s konja (vnetja rane in posledično gangrene), ki se je zgodil med lovskim pohodom.
4. Le dve leti po Filipovi smrti je umrl njegov sin Ludvik X. (1314-1316), znan kot Trmoglavec oziroma Prepirljivec. Star je bil komaj sedemindvajset let in je zapustil nosečo ženo s prestolonaslednikom, imenovanim Ivan I. Posmrtni ali Posthumni, ki je živel le pet dni, pod okriljem bodočega francoskega kralja, svojega strica Filipa V. Sumljiva in nenadna smrt, o kateri so se sprožila neskončna ugibanja; marsikomu se je zdelo, kot da je De Molayeva roka iztegnila prst in preklinjala naslednje rodove.
5. Filip V. imenovani Dolgin ali Visoki (1316-1322), je umrl star komaj devetindvajset let: nenadoma je zbolel in umrl po petih mesecih - Francija pa je ostala brez določenega dediča. Ko je naslednik Filipa V., petnajstega v dinastični vrsti v rodu Kapetincev, umrl pri štiriintridesetih letih, je izginil zadnji kapetski kralj je izginil, ne da bi zapustil moškega prestolonaslednika. Takrat se je začela krvava Stoletna vojna med potegovalci za prestol: dvema nečakoma Filipa IV: Filipom Valoiskim, sinom Karla Valoisa, in angleškim kraljem Edvard III., sinom Izabele Francoska.
6. Glede zadnjega francoskega kralja |Ludvika XVI. pa pravijo, da mu je Sanson odsekal glavo na tako grozljiv način, da rezilo giljotine ni padlo na vrat, ampak se je glava ukleščila. Neki moški je dvignil odsekano glavo in zavpil: "Jacques De Molay, maščevan si." [3]
7. Med francosko revolucijo je Nogaretov potomec, Paul Teragon, uporabil obratno črkovanje družinskega imena, da bi skril svojo istovetnost pred tistimi, ki bi se lahko maščevali zaradi pogroma nad templjarji proti njegovi družini. Ko je njegov prijatelj Bertrand Grimany, potomec drugega mučitelja templjarjev Marignyja, ki je prav tako uporabljal lažno ime – pomešani vrstni red pravega priimka –, pariškemu časopisu razkril svoje prednike, je njega in Teragona umorila Anne de Molay, potomka Jacquesa de Molaya. [4]